# Course en ligne féminine aux championnats du monde de cyclisme sur route 2008
Navigation
2007 2009
La course en ligne féminine aux championnats du monde de cyclisme sur route 2008 a lieu le 27 septembre 2008 à Varèse en Italie. Elle est remportée par la Britannique Nicole Cooke.

## Classement
|                                    | Coureuse                   | Pays             |    | Temps           |
| ---------------------------------- | -------------------------- | ---------------- | -- | --------------- |
| Médaille d'or, Coupe du Monde      | Nicole Cooke               | Royaume-Uni      | en | 3 h 42 min 11 s |
| Médaille d'argent, Coupe du Monde  | Marianne Vos               | Pays-Bas         | +  |                 |
| Médaille de bronze, Coupe du Monde | Judith Arndt               | Allemagne        |    |                 |
| 4                                  | Emma Johansson             | Suède            |    | 5 s             |
| 5                                  | Trixi Worrack              | Allemagne        |    | 11 s            |
| 6                                  | Diana Žiliūtė              | Lituanie         |    | 1 min 47 s      |
| 7                                  | Marta Vilajosana           | Espagne          |    | 1 min 47 s      |
| 8                                  | Joanne Kiesanowski         | Nouvelle-Zélande |    | 1 min 47 s      |
| 9                                  | Alex Wrubleski             | Canada           |    | 1 min 47 s      |
| 10                                 | Julia Martisova            | Russie           |    | 1 min 47 s      |
| 11                                 | Claudia Häusler            | Allemagne        |    | 1 min 47 s      |
| 12                                 | Chantal Beltman            | Pays-Bas         |    | 1 min 47 s      |
| 13                                 | Linda Villumsen            | Danemark         |    | 1 min 47 s      |
| 14                                 | Giorgia Bronzini           | Italie           |    | 1 min 47 s      |
| 15                                 | Nikki Egyed                | Australie        |    | 1 min 47 s      |
| 16                                 | Grace Verbeke              | Belgique         |    | 1 min 47 s      |
| 17                                 | Jeannie Longo-Ciprelli     | France           |    | 1 min 47 s      |
| 18                                 | Edita Pučinskaitė          | Lituanie         |    | 1 min 47 s      |
| 19                                 | Christiane Soeder          | Autriche         |    | 1 min 47 s      |
| 20                                 | Maryline Salvetat          | France           |    | 1 min 47 s      |
| 21                                 | Kaytee Boyd                | Nouvelle-Zélande |    | 1 min 47 s      |
| 22                                 | Amber Neben                | États-Unis       |    | 1 min 47 s      |
| 23                                 | Małgorzata Jasińska        | Pologne          |    | 1 min 47 s      |
| 24                                 | Siobhan Dervan             | Irlande          |    | 1 min 47 s      |
| 25                                 | Lorenza Morfín             | Mexique          |    | 1 min 47 s      |
| 26                                 | Monia Baccaille            | Italie           |    | 1 min 47 s      |
| 27                                 | Rasa Polikevičiūtė         | Lituanie         |    | 1 min 47 s      |
| 28                                 | Sharon Laws                | Royaume-Uni      |    | 1 min 47 s      |
| 29                                 | Tatiana Guderzo            | Italie           |    | 1 min 47 s      |
| 30                                 | Mirjam Melchers-Van Poppel | Pays-Bas         |    | 1 min 47 s      |
| 31                                 | Susanne Ljungskog          | Suède            |    | 1 min 47 s      |
| 32                                 | Modesta Vžesniauskaitė     | Lituanie         |    | 1 min 56 s      |
| 33                                 | Natalia Boyarskaya         | Russie           |    | 1 min 56 s      |
| 34                                 | Jolanta Polikevičiūtė      | Lituanie         |    | 1 min 56 s      |
| 35                                 | Emma Pooley                | Royaume-Uni      |    | 1 min 56 s      |
| 36                                 | Anna Sanchis Chafer        | Espagne          |    | 1 min 56 s      |
| 37                                 | Noemi Cantele              | Italie           |    | 1 min 59 s      |
| 38                                 | Zinaida Stahurskaya        | Biélorussie      |    | 4 min 54 s      |
| 39                                 | Kristin Armstrong          | États-Unis       |    | 4 min 56 s      |
| 40                                 | Alexandra Burchenkova      | Russie           |    | 5 min 24 s      |
| 41                                 | Elizabeth Armitstead       | Royaume-Uni      |    | 5 min 24 s      |
| 42                                 | Rosane Kirch               | Brésil           |    | 6 min 8 s       |
| 43                                 | Grete Treier               | Estonie          |    | 6 min 11 s      |
| 44                                 | Maja Adamsen               | Danemark         |    | 6 min 11 s      |
| 45                                 | Oxana Kozonchuk            | Russie           |    | 6 min 11 s      |
| 46                                 | Clemilda Fernandes         | Brésil           |    | 6 min 11 s      |
| 47                                 | Karine Gautard             | France           |    | 6 min 11 s      |
| 48                                 | Erinne Willock             | Canada           |    | 6 min 11 s      |
| 49                                 | Lieselot Decroix           | Belgique         |    | 6 min 11 s      |
| 50                                 | Sereina Trachsel           | Suisse           |    | 6 min 11 s      |
| 51                                 | Martina Růžičková          | Tchéquie         |    | 6 min 11 s      |
| 52                                 | Eneritz Iturriaga          | Espagne          |    | 6 min 11 s      |
| 53                                 | Vicki Whitelaw             | Australie        |    | 6 min 11 s      |
| 54                                 | Edwige Pitel               | France           |    | 6 min 11 s      |
| 55                                 | Paulina Brzeźna            | Pologne          |    | 6 min 11 s      |
| 56                                 | Marissa van der Merwe      | Afrique du Sud   |    | 6 min 11 s      |

|                      | Coureuse             | Pays             |  | Temps       |
| -------------------- | -------------------- | ---------------- |  | ----------- |
| Autres compétitrices |                      |                  |  |             |
| 58                   | Liesbet De Vocht     | Belgique         |  | 6 min 11 s  |
| 60                   | Julie Beveridge      | Canada           |  | 6 min 11 s  |
| 62                   | Suzanne de Goede     | Pays-Bas         |  | 6 min 11 s  |
| 63                   | Oenone Wood          | Australie        |  | 6 min 11 s  |
| 64                   | Carla Ryan           | Australie        |  | 6 min 11 s  |
| 65                   | Tatiana Antoshina    | Russie           |  | 6 min 11 s  |
| 66                   | Patricia Schwager    | Suisse           |  | 12 min 8 s  |
| 67                   | Kori Kelley-Seehafer | États-Unis       |  | 6 min 11 s  |
| 69                   | Rosara Joseph        | Nouvelle-Zélande |  | 6 min 16 s  |
| 70                   | Fabiana Luperini     | Italie           |  | 6 min 16 s  |
| 71                   | Charlotte Becker     | Allemagne        |  | 6 min 16 s  |
| 72                   | Luise Keller         | Allemagne        |  | 6 min 16 s  |
| 74                   | Verónica Leal        | Mexique          |  | 9 min 22 s  |
| 77                   | Sigrid Corneo        | Slovénie         |  | 13 min 17 s |
| 79                   | Jennifer Hohl        | Suisse           |  | 13 min 17 s |
| 80                   | Élodie Touffet       | France           |  | 13 min 17 s |
| 81                   | Rasa Leleivytė       | Lituanie         |  | 13 min 17 s |
| 82                   | Miho Oki             | Japon            |  | 17 min 50 s |
| 83                   | Yevheniya Vysotska   | Ukraine          |  | 20 min 20 s |
| 84                   | Laure Werner         | Belgique         |  | 22 min 2 s  |
| 86                   | Julie Krasniak       | France           |  | 27 min 51 s |
| 88                   | Lynette Burger       | Afrique du Sud   |  | 28 min 39 s |
| 90                   | Inga Čilvinaitė      | Lituanie         |  | 28 min 39 s |